# Terapija zamene bubrežnih funkcija
Terapija zamene bubrežnih funkcija (engl. Renal replacement therapy (skraćeno RRT)) je termin za sve zamenske terapije koje se primenjuju u lečenju obimne ili potpune bubrežne insuficijencije. Danas se u svetu više od milon bolesnika leči: dijalizom (hemodijalizom i peritonealnom dijalizom), hemofiltracijom i hemodiafiltracijom kao glavnim zamenama bubrežnih funkcija. Ovom terapijom zasnovanoj na primeni fizičkih metoda difuzije, konvekcije i ultrafiltracije, u sintetskim membranskim dijalizatorima (sa visokim stepenom biokompatibilnosti), uravnoteževa se sastava telesnih tečnosti uz primenu dijalizata koji je po sastavu sličan ljudskoj plazmi, i iz organizma bolesnika odstranjuju uremijski toksina i višak vode.
Iako je postignut značajan napredak u razvoju hemodijaliznih postupaka poslednjih godina, morbiditet
i smrtnost bolesnika lečenih hemodijalizom i dalje su zabrinjavajući, iz brojnih razlozga. Neki od tih razloga su sve starija životna dob, pridružena stanja, ograničenja zamenskog lečenja bubrežne funkcije koje ne može u potpunosti zameniti prirodne funkcije bubrega. Upravo zbog toga jedan od glavnih ciljeva lečenja bolesnika u završnoj fazi bubrežne bolesti trebalo bi biti neprekidno poboljšavanje i usavršavanje modaliteta dijalizne tehnologije.

## Definicije
Akutno bubrežno oštećenje (ABI) – je klinički sindrom koji se karakteriše naglim smanjenjem bubrežne ekskretorne funkcije uz akumulaciju produkata metabolizma azota. Česte manifestacije su: smanjenje diureze, akumulacija metaboličkih kiselina i porast koncentracije kalijuma i fosfora.

## Epidemiologija
Akutno oštećenje ili insuficijenciju bubrega (ABI) karakteriše:
- Incidencija hospitalizovanih pacijenata od 13 do 22%
- Smrtnost od 40 do 60%
- Činjenica da metode zamene bubrežne funkcije (RRT) zahteva ≤ 7% bolesnika
- Incidencijija od 20 do 50% bolesnika sa bubrežnom insuficijencijom u jedinicama intenzivnog lečenja (ICU), koje prati smrtnost > 50% i 13% - zahteva za RRT

U Sjedinjenim Američkim Državama
- oko 1% pacijenata u trenutku prijema u bolnicu imalo je ABI
- procenjena stopa učestalosti od ABI tokom hospitalizacije iznosi 2-5%.
- ABI se razvija u roku od 30 dana postoperativno u približno u 1% slučajeva na opštoj hirurgiji i u do 67% bolesnika na intenzivnoj nezi.
- Kod primarne transplantacija bubrega, u 21% slučajeva razvija se ABI u prvih 6 meseci nakon transplantacije.

## Etiologija
Etiologija akutne bubrežna insuficijencije varira u zavisnosti od geografske i bolničke sredine.

## Idealna RRT
Idealna RRT: 
- Оmogućava kontrolu intra/ekstravaskularnog volumena
- Koriguje acido-bazni poremećaj
- Koriguje uremiju
- Promoviše oporavak bubrežne funkcije
- Povećava preživljavanje
- Efikasno otklanja lekove i toksine
- Nema komplikacije

## Rana kontinuirana zamena bubrežnih funkcija (RRT)
| Prednosti rane RRT | Ograničenja |
| --- | --- |
| - 25% smanjenje ukupnog mortaliteta (RR: 0.75, 95% CI 0.69-0.82) - 30% porast oporavka bubrežne funkcije (RR 1.30, 95% CI 1.07-1.56) - 5.84 dana krade hospitalizacije (95% CI 1.41 - 10.27 dana) - 2.33 dana krade trajanje respiratorne podrške (95% CI 1.26 - 3.40 dana) | - Heterogenost studija - Različite definicije : rane RRT - RIFLE stadijum - klinički kriterijum - vrednost ureje - Smanjenje ukupnog mortaliteta samo u NERANDOMIZOVANIM studijama |

## Kada privremeno obustaviti RRT?
Kada se kliničko stanje poboljšava i kada je diureza bez diuretika > 400ml/dan, a klirens kreatinina > 20 ml/min (nakom 6-časovnog prikupljanja mokraće).

## Vrste zamenske terapije (RRT)
Hemodijaliza, hemofiltracija i hemodijafiltracija mogu biti kontinualne ili povremene i mogu koristiti arteriovenski put (u kome krv odlazi iz arterije i vraća se putem vene) ili venovenozni put (u kome krv odlazi iz vene i vraća se preko vene). Ovo rezultuje različitim vrstama RRT-a:

### Kontinuirana terapija zamene bubrežnih funkcija (CRRT)
Kontinuirana RRT omogućava — hemodinamska stabilnost — bolji oporavak bubrega — stabilna i predvidljiva kontrola volemije — bolju kontrolu biohemijskog statusa — stabilan intrakranijalni pritisak — mogućnost modifikacije bolesti putem uklanjanja citokina.
Kontinuirana hemodijaliza (CHD)
- kontinuirana arteriovenska hemodijaliza (CAVHD)
- kontinuirana venovenska hemodijaliza (CVVHD)

Kontinuirana hemofiltracija (CHF)
- kontinuirana arteriovenska hemofiltracija (CAVH ili CAVHF)
- kontinuirana venovenska hemofiltracija (CVVH ili CVVHF)

Kontinuirana hemodijafiltracija (CHDF)
- kontinuirana arteriovenska hemodijafiltracija (CAVHDF)
- kontinuirana venovenska hemodijafiltracija (CVVHDF)

### Intermitentna terapija zamene bubrežnih funkcija (IRRT)
Intermitentna RRT terapija omogućava — manju cenu — fleksibilno vreme čije izvođenja omogućava mobilnost/transport — brzu korekciju preopterećenja volumenom — brzo uklanjanje lekova i toksina —
brzu korekciju acidoze i elektrolitnog disbalansa — minimalno izlaganje antikoagulansu.
Intermitentna hemodijaliza (IHD)
- povremena venovenska hemodijaliza (IVVHD)

Povremena hemofiltracija (IHF)
- povremena venovenska hemofiltracija (IVVH ili IVVHF)

Intermitentna hemodijafiltracija (IHDF)
- povremena venovenska hemodijafiltracija (IVVHDF)

## Literatura
- Deepa, C.; Muralidhar, K. (2012). „Renal replacement therapy in ICU”. Journal of Anaesthesiology, Clinical Pharmacology. 28 (3): 386—396. PMC 3409957 . PMID 22869954. doi:10.4103/0970-9185.98357 .
- Palevsky PM. (2013). „Renal replacement therapy in acute kidney injury.”. Adv Chronic Kidney Dis. 20 (1): 76—84. PMC 3531877 . PMID 23265599. doi:10.1053/j.ackd.2012.09.004.
- Weisbord, S. D.; Palevsky, P. M. (мај 2011). „Iodinated contrast media and the role of renal replacement therapy”. Adv Chronic Kidney Dis. 18 (3): 199—206. PMID 21531326. doi:10.1053/j.ackd.2010.11.008..
- Kolff, J. W. Veštački bubreg.. Das Medizinische Prisma. 1 jugoslovensko izdanje. 1968.

## Spoljašnje veze
- Milica Marković Aparat za kontinuiranu zamenu bubrežne funkcije prvi put korišćen za lečenje pacijenta u bolnici u Šapcu 28. 11. 2024.

|  | Molimo Vas, obratite pažnju na važno upozorenje u vezi sa temama iz oblasti medicine (zdravlja). |